# Élections sénatoriales de 2001 dans les Pyrénées-Orientales
Les élections sénatoriales de 2001 dans les Pyrénées-Orientales ont lieu le 23 septembre 2001 . Elles ont pour but d'élire les deux sénateurs représentant le département au Sénat pour un mandat de six années.

## Contexte départemental
Lors des élections sénatoriales de 1992 dans les Pyrénées-Orientales, deux sénateurs ont été élus : René Marquès (UC) et Paul Blanc (RPR).
Depuis, tous les effectifs du collège électoral des grands électeurs ont été renouvelés, avec les élections législatives de 1997, les élections européennes de 1999, les élections régionales françaises de 1998, les élections cantonales de 1998 et 2001 et les élections municipales françaises de 2001.

## Sénateurs sortants
| Sénateur | Sénateur     | Parti | Fonctions lors de l'élection en 2001 |
| -------- | ------------ | ----- | ------------------------------------ |
|          | Paul Blanc   | RPR   | Sénateur sortant                     |
|          | René Marquès | UC    | Sénateur sortant                     |

## Résultats
| Candidat et parti politique | Candidat et parti politique | Candidat et parti politique | Premier tour | Premier tour | Second tour | Second tour |
| Candidat et parti politique | Candidat et parti politique | Candidat et parti politique | Voix         | %            | Voix        | %           |
| --------------------------- | --------------------------- | --------------------------- | ------------ | ------------ | ----------- | ----------- |
|                             | Jean-Paul Alduy             | UDF                         | 533          | 53,03        |             |             |
|                             | Paul Blanc                  | RPR                         | 449          | 44,68        | 527         | 53,89       |
|                             | Jean Carrère                | PS                          | 236          | 23,48        | 451         | 46,11       |
|                             | René Olive                  | PS                          | 232          | 23,08        |             |             |
|                             | Sanchez Richard             | PCF                         | 98           | 9,75         |             |             |
|                             | Guy Cassoly                 | PCF                         | 98           | 9,75         |             |             |
|                             | Denis Bellac                | DVD                         | 8            | 0,80         |             |             |
|                             |                             |                             |              |              |             |             |
| Inscrits                    | Inscrits                    | Inscrits                    | 1 027        | 100,00       | 1 027       | 100,00      |
| Abstentions                 | Abstentions                 | Abstentions                 | 5            | 0,49         | 4           | 0,39        |
| Votants                     | Votants                     | Votants                     | 1 022        | 99,51        | 1 023       | 99,61       |
| Blancs et nuls              | Blancs et nuls              | Blancs et nuls              | 17           | 1,66         | 45          | 4,40        |
| Exprimés                    | Exprimés                    | Exprimés                    | 1 005        | 98,34        | 978         | 95,60       |